# Song Se-ra
Lee Hye-In –en hangul, 송세라– (6 de setembre de 1993) és una esportista sud-coreana que competeix en esgrima, especialista en la modalitat d'espasa.
Va participar en els Jocs Olímpics de Tòquio 2020, i hi va obtenir una medalla de plata en la prova per equips. A més, va guanyar tres medalles (2 d'or) en els Campionats del Món entre el 2022 i el 2023 i quatre medalles (2 d'or) en els Campionats d'Àsia entre els anys 2017 i 2023.

## Palmarès internacional
| Jocs Olímpics     | Jocs Olímpics         | Jocs Olímpics | Jocs Olímpics     |
| Any               | Lloc                  | Medalla       | Prova             |
| ----------------- | --------------------- | ------------- | ----------------- |
| 2020              | Tòquio ( Japó)        | 2             | Espasa per equips |
| Campionat del Món |                       |               |                   |
| Any               | Lloc                  | Medalla       | Prova             |
| 2022              | El Caire ( Egipte)    | 1             | Espasa individual |
| 2022              | El Caire ( Egipte)    | 1             | Espasa per equips |
| 2023              | Milà ( Itàlia)        | 3             | Espasa per equips |
| Campionat d'Àsia  |                       |               |                   |
| Any               | Lloc                  | Medalla       | Prova             |
| 2017              | Hong Kong             | 2             | Espasa per equips |
| 2022              | Seül ( Corea del Sud) | 1             | Espasa per equips |
| 2023              | Wuxi ( Xina)          | 2             | Espasa individual |
| 2023              | Wuxi ( Xina)          | 1             | Espasa per equips |